# Marlena Shaw
Marlena Shaw, född Marlina Burgess den 22 september 1942 i New Rochelle, New York, död 19 januari 2024, var en amerikansk sångare inom jazz, soul och R&B. Hon började spela in musik på 1960-talet och fick en mindre amerikansk hitsingel med "Mercy, Mercy, Mercy" 1967. Hon har sedan dess släppt ett antal studioalbum för olika skivbolag. Hennes framgångsrikaste album är Who Is This Bitch Anyway? (1974) och Sweet Beginnings (1977) som båda nådde placering på Billboard 200-listan. Hennes inspelning av låten "California Soul" från 1969 har varit populär inom sampling. Hon sjöng hittlåten "Don't Ask to Stay Until Tomorrow", låttitel från filmen Var finns Mr. Goodbar? från 1977 med Diane Keaton i huvudrollen.

## Diskografi, album
- Out of Different Bags (1967)
- The Spice of Life (1969)
- Marlena (1972)
- From the Depths of My Soul (1973)
- Marlena Shaw Live at Montreux (1973)
- Who Is This Bitch, Anyway? (1974)
- Just a Matter of Time (1976)
- Sweet Beginnings (1977)
- Acting Up (1978)
- Take A Bite (1979)
- Let Me In Your Life (1982)
- It Is Love (1986)
- Love Is In Flight (1988)
- Dangerous (1996)
- Elemental Soul (1997)
- Lookin' for Love (2004)